# دودمان چهاردهم مصر

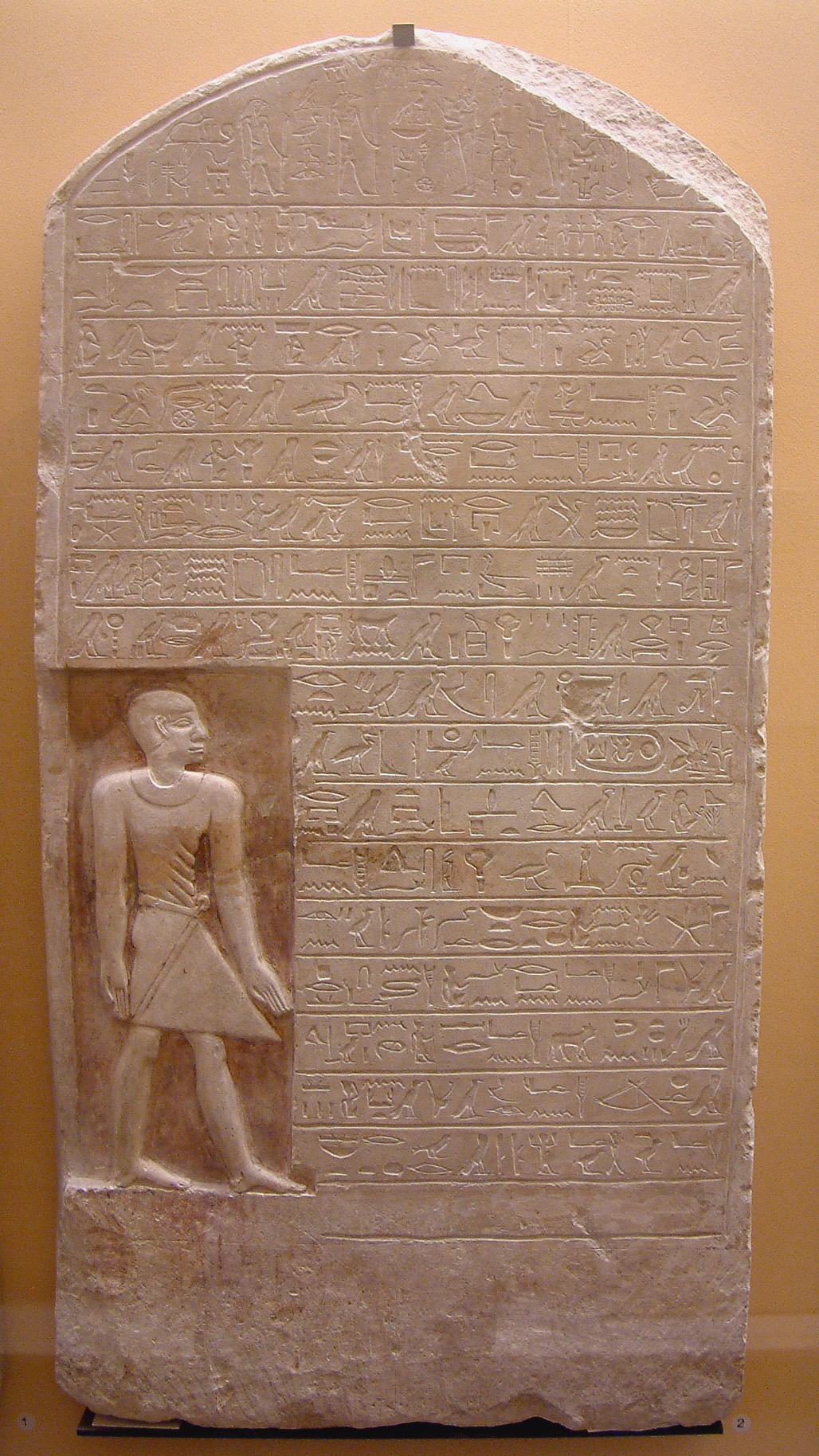
ایمِنی‌سِنِب مسوول تجهیزات ابیدوس، دودمان سیزدهم و چهاردهم

دودمان چهاردهم مصر باستان دودمانی است که به موازات دودمان پانزدهم در پی انقلابی که در دوره فرمانروایی فرعون سوبک‌هوتپ چهارم از دودمان سیزدهم روی داد، در شهر خاسو اعلام وجود کرد. این شهر در بخش شمال غربی دلتای نیل قرار داشته.
اطلاعات چندانی دربارهٔ فرمانروایان این دودمان در دست نیست. احتمال دارد که آن‌ها ریشه کنعانی داشته باشند. فرمانروایی این شاهان محلی توسط شاهان هیکسوس (دودمان‌های دودمان پانزدهم و دودمان شانزدهم) که در شهر اواریس فرمانروایی می‌کردند، ساقط شدند. آن‌ها فرمانروایی خود را از سال ۱۶۵۰ پیش از میلاد آغاز کرده بودند. روند ورود هیکسوس‌ها به مصر از ۱۷۳۰ پیش از میلاد آغاز شده بود.
دو تن از شاهان بیشتر شناخته شدهٔ این دودمان به شرح زیر هستند:
- نهه‌سی که نامش بر روی دو اثر باستانی در اواریس آمده.
- سخپرن‌رع
- مرجفارع که نامش بر روی ستون یادبودی سنگی در دلتای نیل پیدا شده.